# Олст-Вейе
Олст-Вейе (нидерл.  Olst-Wijhe) — община в провинции Оверэйссел (Нидерланды).

## Состав
Община состоит из следующих деревень (в скобках указано население на 2019 год):
- Марле (70)
- Олст (8 205)
- Велсум (615)
- Весепе (1 175)
- Вейе (8 025)

## Объединённая община
Хотя Олст и Вейе образуют одну общину с 2001 года, между этими двумя деревнями существует ряд идеологических различий. Вейе традиционно был в основном довольно консервативным фермерским сообществом, в то время как Олст был более индустриальным и с точки зрения политических предпочтений был известен среди жителей Вейе как «социалистический». Олст больше ориентировался на «социалистический» город Девентер, а Вейе — на более консервативно-либеральный Зволле. Общественная жизнь в Вейе более развита, чем в Олсте, и церковная жизнь также долгое время играла более важную роль в Вейе.

## География
Территория общины занимает 118,37 км². На 1 августа 2020 года в общине проживало 18 300 человек.